# Amyris attenuata
Amyris attenuata är en vinruteväxtart som beskrevs av Standley. Amyris attenuata ingår i släktet Amyris och familjen vinruteväxter. Inga underarter finns listade i Catalogue of Life.